# Bursa luteostoma
Bursa luteostoma là một loài ốc biển, là động vật thân mềm chân bụng sống ở biển thuộc họ Bursidae.

## Phân bố
Loài này được ghi nhận ngoài khơi Hawaii.